# 네네츠인

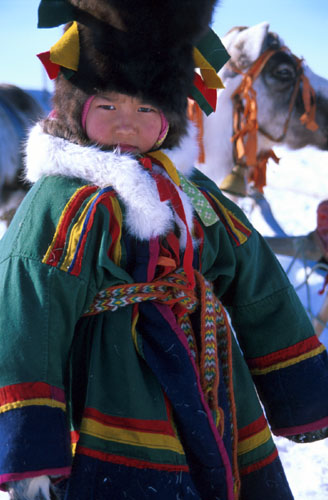
네네츠인 소년

네네츠인(러시아어: не́нцы)은 러시아 북극 지방에 거주하는 사모예드계 민족이다. 주로 콜라반도와 타이미르반도 사이의 북극해의 연안 지대에 걸쳐 분포하며, 오늘날 러시아의 네네츠 자치구, 야말로네네츠 자치구, 그리고 타이미르스키군에 해당한다. 이들은 네네츠어를 사용하며 전통적으로 유목 생활을 해왔다.
사모예드(Samoyed)라는 말은 네네츠인을 비롯하여 에네츠인, 셀쿠프인, 응가나산인 등을 통틀어 가리키는 말이지만, 관용적으로는 단순히 사모예드인이라고 하면 네네츠인만을 가리키는 경우도 있다.
2010년 인구조사에 따르면 러시아에는 44,640명의 네네츠인이 있으며, 그 중 29,772명은 야말로네네츠 자치구, 7,504명은 네네츠 자치구에 거주한다.
네네츠인은 크게 툰드라 네네츠족과 삼림 네네츠인으로 구분되며 두 집단 간에는 서로 큰 방언차이가 있다. 이외에 코미인의 일파와 통혼하여 형성된 야란(Yaran) 네네츠라는 소수 집단도 있다.

## 역사
네네츠족이 사용하는 네네츠어는 우랄어족 사모예드어파에 속한다. 일설에 의하면 이들은 12세기보다 이전에 시베리아 남부로부터 북쪽으로 이주해온 것으로, 카닌반도와 타이미르반도 사이의 오비강 및 예니세이강 가에 자리잡게 되었다.
이들의 전통적인 생활은 사냥과 순록 목축에 의해 유지된다. 이들은 아주 드넓은 지역에 걸쳐 순록을 모는데, 이때 순록 몰이와 썰매 끌기에 이용되는 사모예드견종은 이후 남북극을 탐험하는 유럽의 탐험가들에게도 유용한 역할을 한다. 이외에 물고기 역시 이들의 중요한 식량 공급처이다. 네네츠족의 전통 가옥은 "mya"라고 불리는 원뿔형 유르트이다.
이후 소련 정부는 사모예드 유목민들을 마을에 강제 정착시키고 아이들을 공립학교에 보내기 시작했는데, 이로 인해 이들의 전통 문화가 빠르게 퇴색되기 시작했다. 오늘날 네네츠 자치구에서는 많은 네네츠족이 네네츠어도 잘 구사하지 못한다. 또한 집산화 정책과 함께 너무 많은 순록을 기르는 것이 탄압받자 목축이 소규모로 변하거나 여러 유목민들이 북쪽으로 이동하기도 하였다. 다만 스탈린 사후 이러한 정책의 억압성은 약해져 이들의 순록 목축은 다시 성장세를 보였으며, 상당 인구가 유목이라는 전통적인 생활 방식을 유지하고 있다.
그러나 현대에 들어 이들의 거주 지대에 러시아의 석유 채굴 산업화가 가속화되면서 전통적인 삶의 터전이 위협받는 처지에 놓이게 되었다.